# Klasyczna teoria pola

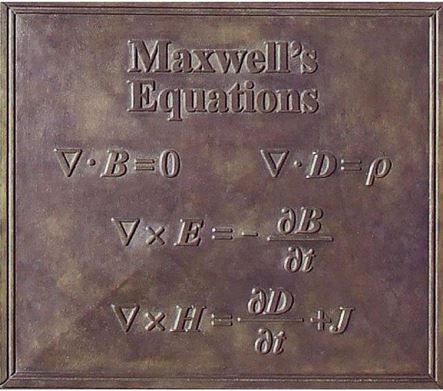
Równania Maxwella elektrodynamiki klasycznej

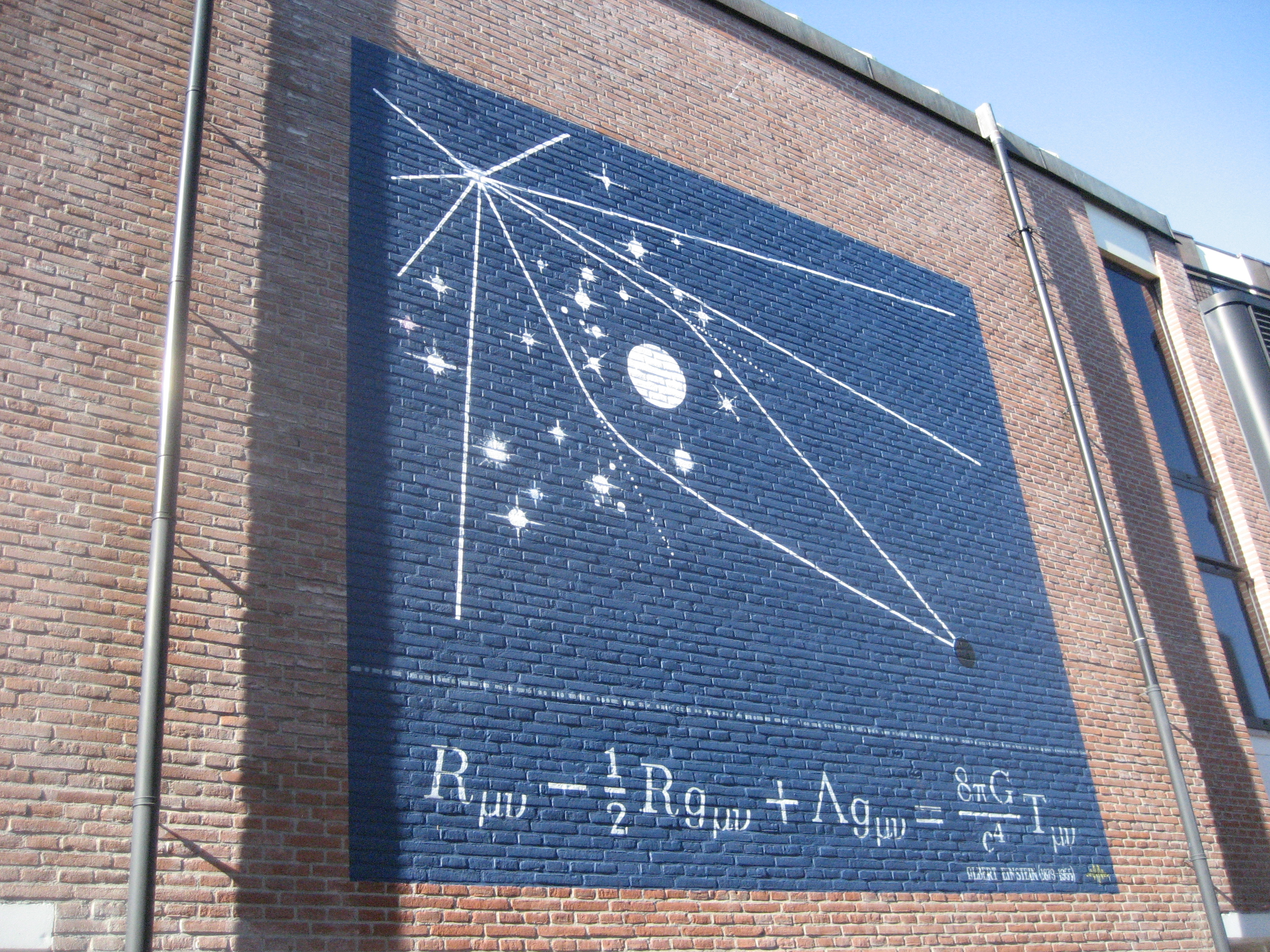
Równanie Einsteina pola grawitacyjnego w ogólnej teorii względności

Klasyczna teoria pola – dział fizyki teoretycznej badający pola fizyczne bez użycia fizyki kwantowej. Obejmuje m.in. opisy:
- pól temperatur, ciśnień, naprężeń czy prędkości[1] w mechanice ośrodków ciągłych;
- dwa rodzaje oddziaływań podstawowych: elektromagnetyzm i grawitację[2].

Klasyczna teoria pola korzysta z narzędzi matematycznych jak teoria potencjału, analiza wektorowa czy tensorowa.

## Rozwój
Historycznie pierwszą polową teorią oddziaływań jest teoria grawitacji Newtona powstała w XVII w., którą później sformułowano za pomocą skalarnego potencjału. Wiek XIX przyniósł klasyczną elektrodynamikę Maxwella, w której występuje potencjał wektorowy. Wiek XX to szczególna teoria względności Einsteina, która wskazała na konieczność poprawy i rozwinięcia dzieła Newtona, tak by uwzględnić ograniczenie prędkości i symetrię Lorentza. Poprawną relatywistyczną teorią ciążenia okazała się ogólna teoria względności – również autorstwa Alberta Einsteina – oparta na tensorze energii-pędu.
Od tego czasu powstały różne klasyczne teorie pola – zarówno elektrodynamiki, grawitacji jak i łączące oba oddziaływania:
- Teoria Borna-Infelda,
- MOND,
- TeVeS,
- Teoria Kaluzy-Kleina.

W 2022 roku wszystkie z nich pozostają niepotwierdzone.
Elektrodynamika klasyczna doczekała się swojego kwantowego rozszerzenia: elektrodynamika kwantowa zaczęła powstawać w latach 20. XX w. i została ukończona w latach 40., co w latach 60. nagrodzono Nagrodą Nobla w dziedzinie fizyki. Dużo większe problemy stwarza kwantowanie grawitacji, choć pojawiło się kilka modeli tego typu jak teoria strun czy pętlowa grawitacja kwantowa. Niektórzy fizycy wyrazili opinię, że poszukiwana teoria grawitacji może nie być kwantyzacją teorii klasycznej.

## Literatura dodatkowa
- Krzysztof Meissner: Klasyczna teoria pola. Warszawa: Wydawnictwo Naukowe PWN, 2002. ISBN 83-01-13717-7. Brak numerów stron w książce
- Leonard Susskind, Art Friedeman: Teoretyczne minimum: Szczególna teoria względności i klasyczna teoria pola. Warszawa: Prószyński i S-ka, 2019. ISBN 978-83-816-9087-4. Brak numerów stron w książce